# Clematisstraat 25
Het pand Clematisstraat 25 is een gebouw aan de Clematisstraat in Amsterdam-Noord. 
Hier verrees rond 1934 een kerkgebouw van de Hersteld Apostolische Zendinggemeente(HAZEA), in 1951 overgenomen door het van dit kerkgenootschap afgescheide Apostolisch Genootschap. Het Apostolisch Genootschap betitelt de kerk liever als plaats van samenkomst. De HAZEA kreeg in 1921 een gemeenschap in Amsterdam-Noord en die wilde een eigen plaats om samenkomsten te houden. De kerk gaf opdracht aan architect Cornelis Kruyswijk. Hij liet een gebouw neerzetten in de bouwstijl van de Amsterdamse School, dat plaats zou bieden aan 700 personen. In het gebouw waren tevens ruimten voor verenigingswerk en jeugdwerk ingericht. Opvallend aan het gebouw zijn: 
- de breedte ten opzichte van de omringende woningen van architect Ary Henri van Wamelen, de hoogte is alleen opvallend door het spitse dak
- de hoge raamgangen van glas-in-lood uit de koker van J.H.E. Schilling
- het kleine torentje (in het midden van het dak), dat als een soort pijl naar de hemel wijst
- een bakstenen omheining van het gebouw.

Het gebouw kijkt via een open ruimte (Andoornstraat) uit op het Florapark (nu deel van het Noorderpark). De ruimte werd op 22 december 1934 ingewijd. De architect overleed vlak na die inwijding (10 januari 1935). In 2005 vond een verbouwing plaats, waarbij een aantal "stoelen" werd opgeofferd.  